# 五大连池市
五大连池市（原名德都县）是黑龙江省黑河市下辖的一个县级市。因境内有著名的五大连池湖而得名。位于黑龙江省西北部，松嫩平原北端。市人民府驻五大连池镇。

## 概述
五大连池市境内的五大连池风景区，是中国著名的火山游览胜地。风景区内坐落着十四座火山，古火山形成于203万年、90万年、60万年及19万年历史时期，而新期火山则形成于1719年，据《黑龙江外记》记述：“墨尔根东南，一日地中忽出火，石块飞腾，声震四野，越数日火熄，其地遂成池沼。此康熙五十八年事。”康熙五十八年即公元1719年。公元1720年，老黑山和火烧山又再度爆发。公元1719年至1721年，火山爆发堵塞了当年的河道，形成了五个互相连通的熔岩堰塞湖，故名五大连池。

## 历史
五大连池辖境，秦、汉时属汉岁地或乌桓地；三国时属北扶餘地；隋、唐时属黑水靺鞨部地；辽代为东京道室韦王府辖境，乌延突厥居地；金代属上京路、蒲与路辖域，女真完颜部居地；元初属辽阳行省开元路辖域，元中叶以后属水达达路蒲与路万户府，为斡赤斤分封地；明为奴儿干都司纳木河卫兀的河所辖地；清为布特哈总管衙门辖域，被编入布特哈八旗——正白旗部落居地。1909年（宣统二年）为讷河直隶属地。民国四年（1915年）至民国十七年（1928年），属克山县第三区；民国十八年（1929年），设立德都治局。1933年（民国二十二年）升德都治局为德都县，为德都建县之始。
1958年9月德都县并入北安县，在原辖区设立青山公社，隶属嫩江专员公署。1963年6月29日恢复恢复德都县建制；以合并于北安市的原德都县行政区域为德都县的行政区域。1979年设黑龙江省五大连池管理处，翌年改黑龙江省五大连池管理局。
1983年10月8日从德都县析置成立五大连池市；以原德都县的五大连池镇和双泉公社的龙泉、良种场为五大连池市的行政区域，当时的五大连池市区才五千人左右，是全国最小的城市。
1996年1月31日（民政部民行批[1996]19号），德都县撤销，全境并入五大连池市，以德都县原机构设立新的五大连池市。事实上，德都县自作为县建制自成立到今五大连池市辖境一直没有变化。不久，原五大连池市范围以五大连池风景名胜区的名义存在，景区管理机构为原五大连池市。

## 人口
根据国家统计局第七次全国人口普查数据反馈结果，截至2020年11月1日零时，五大连池市人口为243283人（含五大连池风景区，以下同），与2010年第六次全国人口普查的326391人相比，减少83108人，下降25.46%，年平均增长率为-2.90%。全市共有家庭户107244户，集体户2343户；家庭户人口234144人，集体户人口9139人。平均每个家庭户的人口2.18人，比2010年第六次全国人口普查减少0.41人。

## 行政区划
五大连池市下辖1个街道办事处、7个镇、4个乡：
青山街道、龙镇、和平镇、五大连池镇、双泉镇、新发镇、团结镇、兴隆镇、朝阳山镇、建设乡、太平乡、兴安乡、元青山林场、三九六林场、小兴安林场、二龙山林场、朝阳林场、引龙河林场、焦得布林场、小孤山林场、药泉林场、沾河林业局、莲花管理委员会、二龙山蚕种场、畜牧场、第二良种场、花园劳教所、永丰监狱、华山监狱、凤凰山监狱、龙门农场、襄河农场、龙镇农场、二龙山农场、引龙河农场、尾山农场、格球山农场和五大连池农场。

## 交通
- 332国道过境。

五大连池德都机场

## 物产

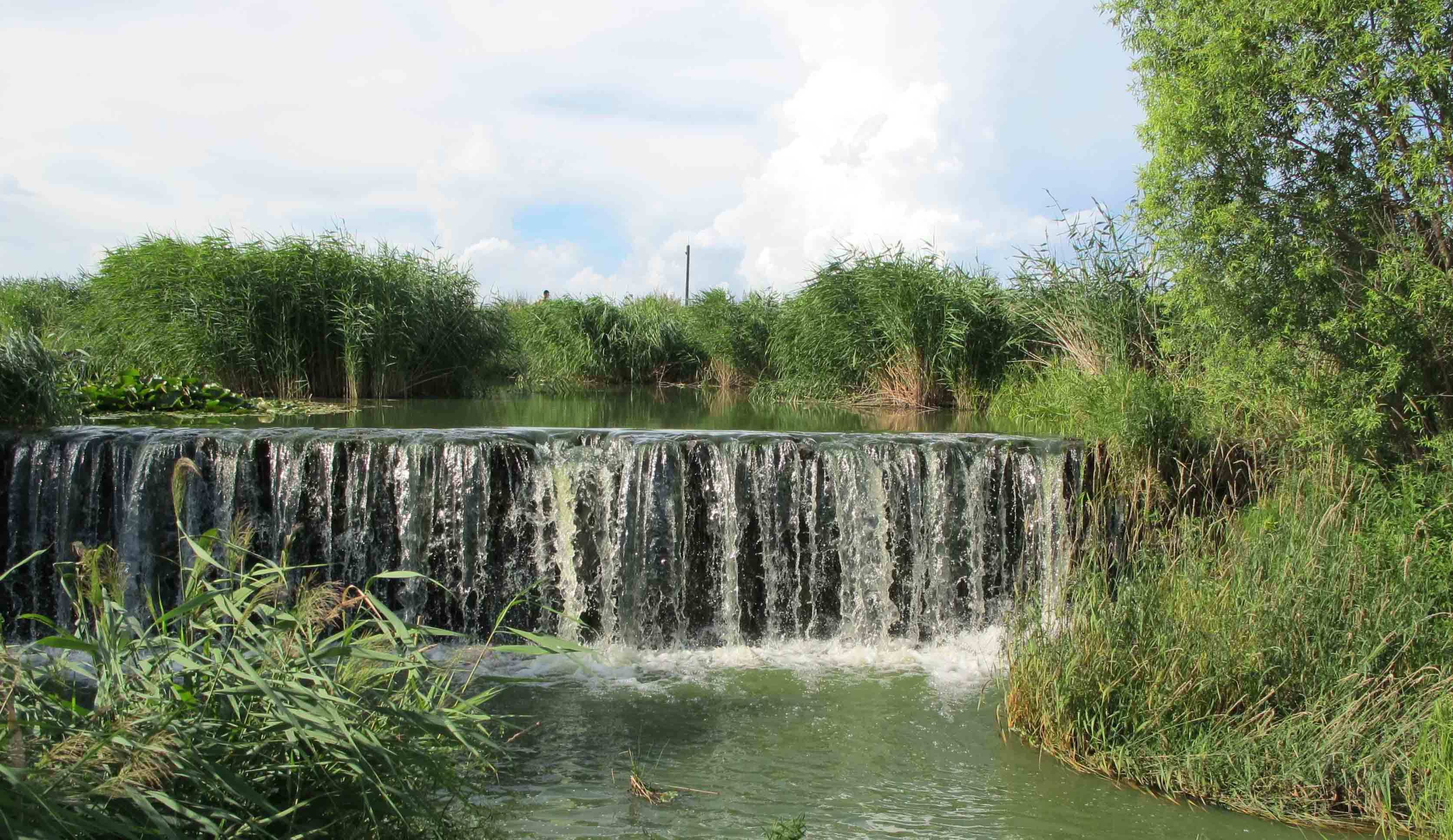
五大連池世界地質公園

矿产有矿泉水、玄武岩、矿泉泥、萤石、火山砾。中草药有平貝母、五味子、沙参、穿山龍、佛手柑、蒲公英、赤芍、黄柏、黄芪、芦根、車前子、野百合、狼毒、紅花、野薄荷等。

## 名胜古迹
2004年2月，五大连池被联合国教科文组织批准为首批世界地质公园。五大连池还是中国国家首批重点风景名胜区，4A级景区，首批国家地质公园。五大连池生物圈保护区于2003年被联合国纳入人与生物圈计划。黑龙江五大连池火山自然保护区和大沾河湿地自然保护区是国家级自然保护区。五大连池市山口湖水利风景区是国家级水利风景区。
著名景点还有大沾河国家森林公园，五大连池国家森林公园。
其他景点：益身园、长寿园、极乐亭、钟灵寺遗址。